# FKアウストリア・ウィーン
FKアウストリア・ウィーン（Fußballklub Austria Wien AG ドイツ語発音: [ˈaʊ̯stri̯aː ˈviːn]）は、オーストリアの首都ウィーンを本拠地とするサッカークラブである。オーストリア・ブンデスリーガに加盟し、SKラピード・ウィーンやレッドブル・ザルツブルクと共にリーグを代表する強豪である。

## 歴史
1911年3月15日、ウィーンにてクリケットとサッカーの選手と職員によってSVWiener Amateur Sportvereinigungとして創立。1926年、プロ化にともないFKアウストリア・ウィーンに改称。
マティアス・シンデラーを擁した1930年代にはミトローパ・カップを2度制覇し、戦後も数多くの国内タイトルを獲得している。

## ウィーン・ダービー
FKアウストリア・ウィーンと最大のライバルであるSKラピード・ウィーンとの間で行われるオーストリア・サッカー史における最も有名なダービーである。
ヨーロッパで最も長く（どちらかのクラブ降格による中断がないまま）継続的に毎年開催されており、オールドファームに続いて2番目に多く開催されている歴史ある1部ダービーである。現在は共に様々な階級のファンに支持されている両クラブだが、歴史上は「労働者階級のクラブ」SKラピード・ウィーンと「富裕層のクラブ」FKアウストリア・ウィーンという階級対決の側面があった。
最初の公式戦でのダービーは1911年9月8日に開催され、SKラピード・ウィーンが4-1で勝利した。FKアウストリア・ウィーンの初勝利は1917年11月11日の1-0である。
2018年現在、これまでの対戦記録は通算325試合中、FKアウストリア・ウィーンが118勝、SKラピード・ウィーンが134勝、そして73引き分けとなっている。

## タイトル

### 国内タイトル
- オーストリア・ブンデスリーガ 優勝 : 24回
  - 1923–24, 1925–26, 1948–49, 1949–50, 1952–53, 1960–61, 1961–62, 1962–63, 1968–69, 1969–70, 1975–76, 1977–78, 1978–79, 1979–80, 1980–81, 1983–84, 1984–85, 1985–86, 1990–91, 1991–92, 1992–93, 2002–03, 2005–06, 2012–13

- オーストリア・ブンデスリーガ 準優勝 : 20回
  - 1920, 1921, 1923, 1925, 1937, 1946, 1952, 1954, 1964, 1972, 1982, 1983, 1987, 1988, 1990, 1994, 2004, 2010, 2017

- オーストリア・カップ 優勝 : 27回
  - 1920–21, 1923–24, 1924–25, 1925–26, 1932–33, 1934–35, 1935–36, 1947–48, 1948–49, 1959–60, 1961–62, 1962–63, 1966–67, 1970–71, 1973–74, 1976–77, 1979–80, 1981–82, 1985–86, 1989–90, 1991–92, 1993–94, 2002–03, 2004–05, 2005–06, 2006–07, 2008–09

- オーストリア・カップ 準優勝 : 11回
  - 1920, 1922, 1927, 1930, 1931, 1947, 1964, 1984, 1985, 2004, 2013, 2015

- オーストリア・スーパーカップ 優勝 : 6回
  - 1990, 1991, 1992, 1993, 2003, 2004

- オーストリア・スーパーカップ 準優勝 : 2回
  - 1986, 1994

### 国際タイトル
- ミトローパ・カップ 優勝 : 2回
  - 1933, 1936

- ミトローパ・カップ 準優勝 : 2回
  - 1935, 1937

- コパ・リオ <FIFAとCBF (ブラジルサッカー連盟) が共催したクラブワールドカップ> 準決勝進出 : 2回
  - 1951, 1952

- UEFAカップウィナーズカップ 準優勝 : 1回
  - 1978

- UEFAインタートトカップ 優勝 : 1回
  - 1994

- UEFAチャンピオンズカップ 準決勝進出 : 1回
  - 1979

- UEFAカップウィナーズカップ 準決勝進出 : 2回
  - 1978, 1983

## 過去の成績
| シーズン  | リーグ戦                     | リーグ戦 | リーグ戦 | リーグ戦 | リーグ戦             | リーグ戦 | リーグ戦 | リーグ戦 | リーグ戦 | オーストリア・カップ | 欧州カップ | 欧州カップ           |
| シーズン  | ディビジョン                 | 順位     | 試       | 勝       | 分                   | 敗       | 得       | 失       | 点       | オーストリア・カップ | 欧州カップ | 欧州カップ           |
| --------- | ---------------------------- | -------- | -------- | -------- | -------------------- | -------- | -------- | -------- | -------- | -------------------- | ---------- | -------------------- |
| 1993-94   | オーストリア・ブンデスリーガ | 2位      | 36       | 22       | 5                    | 9        | 63       | 39       | 49       |                      | CL         | 2回戦敗退            |
| 1994-95   | オーストリア・ブンデスリーガ | 4位      | 36       | 16       | 11                   | 9        | 58       | 38       | 43       |                      | CWC        | 2回戦敗退            |
| 1995-96   | オーストリア・ブンデスリーガ | 5位      | 36       | 14       | 9                    | 13       | 42       | 35       | 51       |                      | UC         | 1回戦敗退            |
| 1996-97   | オーストリア・ブンデスリーガ | 6位      | 36       | 12       | 10                   | 14       | 41       | 51       | 46       |                      | UIC        | グループステージ敗退 |
| 1997-98   | オーストリア・ブンデスリーガ | 7位      | 36       | 10       | 10                   | 16       | 39       | 54       | 40       |                      | UIC        | グループステージ敗退 |
| 1998-99   | オーストリア・ブンデスリーガ | 7位      | 36       | 13       | 11                   | 12       | 41       | 44       | 50       | 2回戦敗退            | UIC        | 1回戦敗退            |
| 1999-2000 | オーストリア・ブンデスリーガ | 4位      | 36       | 16       | 6                    | 14       | 49       | 44       | 54       | 準決勝敗退           | UIC        | 4回戦敗退            |
| 2000-01   | オーストリア・ブンデスリーガ | 5位      | 36       | 14       | 8                    | 14       | 47       | 43       | 50       | 3回戦敗退            | UIC        | 4回戦敗退            |
| 2001-02   | オーストリア・ブンデスリーガ | 4位      | 36       | 14       | 11                   | 11       | 53       | 38       | 53       | 3回戦敗退            |            |                      |
| 2002-03   | オーストリア・ブンデスリーガ | 1位      | 36       | 21       | 7                    | 8        | 59       | 28       | 70       | 優勝                 | UC         | 2回戦敗退            |
| 2003-04   | オーストリア・ブンデスリーガ | 2位      | 36       | 21       | 8                    | 7        | 63       | 31       | 71       | 準優勝               | UCL        | 予選3回戦敗退        |
| 2003-04   | オーストリア・ブンデスリーガ | 2位      | 36       | 21       | 8                    | 7        | 63       | 31       | 71       | 準優勝               | UC         | 1回戦敗退            |
| 2004-05   | オーストリア・ブンデスリーガ | 3位      | 36       | 19       | 12                   | 5        | 64       | 24       | 69       | 優勝                 | UC         | 準々決勝敗退         |
| 2005-06   | オーストリア・ブンデスリーガ | 1位      | 36       | 19       | 10                   | 7        | 51       | 33       | 67       | 優勝                 | UC         | 1回戦敗退            |
| 2006-07   | オーストリア・ブンデスリーガ | 6位      | 36       | 11       | 12                   | 13       | 43       | 43       | 45       | 優勝                 | UCL        | 予選3回戦敗退        |
| 2006-07   | オーストリア・ブンデスリーガ | 6位      | 36       | 11       | 12                   | 13       | 43       | 43       | 45       | 優勝                 | UC         | グループステージ敗退 |
| 2007-08   | オーストリア・ブンデスリーガ | 3位      | 36       | 15       | 13                   | 8        | 46       | 33       | 58       |                      | UC         | グループステージ敗退 |
| 2008-09   | オーストリア・ブンデスリーガ | 3位      | 36       | 17       | 11                   | 8        | 59       | 46       | 62       | 優勝                 | UC         | 1回戦敗退            |
| 2009-10   | オーストリア・ブンデスリーガ | 2位      | 36       | 23       | 6                    | 7        | 60       | 34       | 75       | 3回戦敗退            | UEL        | グループステージ敗退 |
| 2010-11   | オーストリア・ブンデスリーガ | 3位      | 36       | 17       | 10                   | 9        | 65       | 37       | 61       | 準々決勝敗退         | UEL        | プレーオフ敗退       |
| 2011-12   | オーストリア・ブンデスリーガ | 4位      | 36       | 14       | 12                   | 10       | 51       | 43       | 54       | 準決勝敗退           | UEL        | グループステージ敗退 |
| 2012-13   | オーストリア・ブンデスリーガ | 1位      | 36       | 25       | 7                    | 4        | 84       | 31       | 82       | 準優勝               |            |                      |
| 2013-14   | オーストリア・ブンデスリーガ | 4位      | 36       | 14       | 11                   | 11       | 58       | 44       | 53       | 2回戦敗退            | UCL        | グループステージ敗退 |
| 2014-15   | オーストリア・ブンデスリーガ | 7位      | 36       | 10       | 13                   | 13       | 45       | 51       | 43       | 準優勝               |            |                      |
| 2015-16   | オーストリア・ブンデスリーガ | 3位      | 36       | 17       | 8                    | 11       | 65       | 48       | 59       | 準決勝敗退           |            |                      |
| 2016-17   | オーストリア・ブンデスリーガ | 2位      | 36       | 20       | 3                    | 13       | 72       | 50       | 63       | 準々決勝敗退         | UEL        | グループステージ敗退 |
| 2017-18   | オーストリア・ブンデスリーガ | 7位      | 36       | 12       | 7                    | 17       | 51       | 55       | 43       | 3回戦敗退            | UEL        | グループステージ敗退 |
| 2018-19   | オーストリア・ブンデスリーガ | 4位      | 32       | 12       | 6                    | 14       | 45       | 48       | 27       | 準々決勝敗退         |            |                      |
| 2019-20   | オーストリア・ブンデスリーガ | 7位      | 32       | 12       | 11                   | 9        | 49       | 47       | 34       | 2回戦敗退            | UEL        | 予選3回戦敗退        |
| 2020-21   | オーストリア・ブンデスリーガ | 8位      | 32       | 11       | 9                    | 12       | 47       | 43       | 29       | 準々決勝敗退         |            |                      |
| 2021-22   | オーストリア・ブンデスリーガ | 3位      | 32       | 11       | 13                   | 8        | 44       | 39       | 29       | 2回戦敗退            | UECL       | 予選2回戦敗退        |
| 2022-23   | オーストリア・ブンデスリーガ | 位       | 32       |          |                      |          |          |          |          |                      | UEL        | プレーオフ敗退       |
| 2022-23   | オーストリア・ブンデスリーガ | 位       | 32       | UECL     | グループステージ敗退 |          |          |          |          |                      |            |                      |

## 現所属メンバー
2022年9月25日 現在
注：選手の国籍表記はFIFAの定めた代表資格ルールに基づく。
| No. | Pos. |                | 選手名                         |
| --- | ---- | -------------- | ------------------------------ |
| 1   | GK   | ドイツ         | クリスティアン・フリュヒトゥル |
| 3   | DF   | ブラジル       | ルーカス・ガウヴォン           |
| 4   | DF   | オーストリア   | ジアド・エル・シェイウィ       |
| 5   | DF   | イスラエル     | マタン・バルタクサ             |
| 7   | MF   | オーストリア   | ツァン・ケレス                 |
| 8   | MF   | オーストラリア | ジェームズ・ホランド           |
| 9   | FW   | オーストリア   | ムハレム・フスコヴィッチ       |
| 10  | FW   | オーストリア   | ニコラ・ドヴェダン             |
| 11  | FW   | オーストリア   | マヌエル・ポルスター           |
| 13  | GK   | オーストリア   | ルーカス・ヴェドル             |
| 17  | FW   | オーストリア   | アンドレアス・グルーバー       |
| 20  | DF   | ドイツ         | ルーカス・ミュール             |
| 22  | MF   | オーストリア   | フロリアン・ヴスティンガー     |
| 23  | MF   | オーストリア   | マティアス・ブラウネーダー     |
| 25  | FW   | スイス         | ハリス・タバコヴィッチ         |

| No. | Pos. |                | 選手名                     |
| --- | ---- | -------------- | -------------------------- |
| 26  | MF   | オーストリア   | ラインホルト・ランフトゥル |
| 27  | FW   | オーストリア   | ロメオ・ヴチッチ           |
| 29  | FW   | オーストリア   | マルコ・ラグジュ           |
| 30  | MF   | オーストリア   | マンフレート・フィッシャー |
| 36  | FW   | オーストリア   | ドミニク・フィッツ         |
| 39  | MF   | オーストリア   | ゲオルク・タイグル         |
| 40  | DF   | オーストリア   | マッテオ・マイズル         |
| 43  | MF   | オーストリア   | Armand Srmcka              |
| 46  | DF   | オーストリア   | ヨハンネス・ハンドゥル     |
| 47  | MF   | オーストリア   | ダリオ・クライカー         |
| 66  | DF   | ルクセンブルク | マルヴィン・ダ・グラサ     |
| 77  | MF   | オーストリア   | アレクサンダル・ユキッチ   |
| 89  | DF   | フランス       | ビリー・クメティオ         |
| 99  | GK   | オーストリア   | ミルコ・コス               |

監督
- マンフレート・シュミット

## 歴代監督
| - ジミー・ホーガン (1911–12) - フーゴ・マイスル (1912–13) - 不明 (1914–18) - ヨハン・アンドレス (1919–21) - グスタフ・ランツァー (1922–27) - ロベルト・ラング (1928–30) - カール・クルツ (1930–31) - ルドルフ・ジードル (1931–32) - カール・シュロット (1933) - ヨーゼフ・ブルム (1933–35) - イェネー・コンラード (1935–36) - ヴァルター・ナウシュ (1936–37) - マティアス・シンデラー (1937–38) - ヨーゼフ・シュナイダー (1939–40) - カール・シュナイダー (1941–42) - 不明 (1943–45) - カール・ガイヤー (1945) - ハインリッヒ・ミュラー (1946–54) - ヴァルター・ナウシュ (1954–55) - レオポルト・フォーグル (1956–57) - カール・アダメク (1957–58) - ヨーゼフ・スミステク (1958–59) - ヴァルター・プロプスト (1959–60) - カール・シュレヒタ (1960–62) - エドゥアルト・フルーヴァート (1962–64) - エルネスト・オツヴィルク (1965–70) - ハインリッヒ・ミュラー (1971–72) - カール・シュトッツ (1972–73) - ベーラ・グットマン (1973) - ヨーゼフ・ペツァンカ (1973–74) - ヨーゼエフ・アルガウアー (1974) | - ロベルト・ディーンスト (1974–75) - ヨハン・レーザー (1975) - カール・シュトッツ (1975–77) - ヘルマン・シュテッセル (1977–79) - エーリッヒ・ホフ (1979–82) - ヴァーツラフ・ハラマ (1982–84) - トーマス・パリッツ (1984–85) - ヘルマン・シュテッセル (1985–86) - トーマス・パリッツ (1986–87) - カール・シュトッツ (1987) - フェルディナント・ヤノトカ (1987–88) - アウグスト・シュタレク (1988) - ロベルト・サーラ (1988) - エーリッヒ・ホフ (1989–90) - ヘルベルト・プロハスカ (1990–92) - ヘルマン・シュテッセル (1992–93) - ヨーゼフ・ヒッケルスベルガー (1993–94) - エーゴン・コルデス (1994–95) - ホルスト・フルベッシュ (1995–96) - ヴァルター・スコチク (1996–97) - ヴォルフガング・フランク (1997–98) - ロベルト・サーラ （暫定監督） (1998) - ズデンコ・ベルデニック (1998–99) - フリードリッヒ・コンシリア （暫定監督） (1999) - ヘルベルト・プロハスカ (1999–2000) - エルンスト・バウマイスター （暫定監督） (2000) - ハインツ・ホッホハウザー (2000–01) | - アリー・ハーン (2001) - アントン・プフェッファー (2001) - ヴァルター・ヘアマン (2001) - ディートマー・コンスタンティーニ （暫定監督） (2002) - ヴァルター・シャッハナー (2002) - クリストフ・ダウム (2002–03) - ヨアヒム・レーヴ (2003–04) - ラース・センデアガート (2004–05) - ペーター・シュテーガー (2005) - フレンキー・シンケルス (2006) - ゲオルク・ツェルホーファー (2006–08) - ディートマー・コンスタンティーニ （暫定監督） (2008) - カール・ダクスバッハー (2008–11) - イヴィツァ・ヴァスティッチ (2011–12) - ペーター・シュテーガー (2012–13) - ネナド・ベーリッツァ (2013–14) - ヘルベルト・ガーガー (2014) - ゲーラルド・バウムガルトナー (2014–2015) - アンドレアス・オーグリス （暫定監督） (2015) - トルステン・フィンク (2015–2018) - トーマス・レッシュ (2018-2019) - ロベルト・イベルツベルガー (2019)（暫定監督） - クリスティアン・イルツァー (2019-2020) - ペーター・シュテーガー (2020-2021) - マンフレート・シュミット (2021-) |

## 歴代所属選手

### GK
| - フリードリッヒ・コンシリア 1980-1985 - フランツ・ヴォールファールト 1984-1996, 2000-2002 | - ミヒャエル・グシュプルニグ 2000-2001 - ヨエイ・ディドゥリツァ 2003-2006 | - ロベルト・アルマー 2005-06, 2008-2011, 2015-2018 - イェレ・テン・ラウウェラール 2006-2007 - ハインツ・リンドナー 2010-2015 |

### DF
| - ロベルト・サーラ 1964-1984 - ペーター・シュテーガー 1988-1994, 1998-2000 - トリフォン・イヴァノフ 1997 - パウル・シャルナー 1999-2003 - マーティン・ヒデン 2000-2003 - ダヴィド・アラバ 2002-2008 - ラビウ・アフォラビ 2003-2005 - ミカエル・アントンソン 2004-2006 - サシャ・パパツ 2004-2006 | - フランツ・シーマー 2005-2009 - マリオ・トキッチ 2005-2007 - クリスティアン・ラムスエーブナー 2006-2009, 2013-2015 - ローナルド・ゲルサリウ 2007-2008 - ヤツェク・ボンク 2007-2010 - マルクス・ズットナー 2007-2015 - 孫祥 2008-2009 - アレクサンダル・ドラゴヴィッチ 2008-2011 | - フロリアン・クライン 2009-2012 - カーヤ・ログリ 2011-2014 - イェンス・ストリガー・ラーセン 2014-2017 - トーマス・サラモン 2014-2019 - ハイコ・ヴェスターマン 2017-2018 |

### MF
| - カール・ラパン 1928-1929 - エルンスト・オツヴィルク 1947-1956, 1961-1962 - ヨーゼフ・ヒッケルスベルガー 1969-1972 - ヘルベルト・プロハスカ 1972-1980, 1983-1989 - アルミナス・ナルベコヴァス 1990-1996 - アンジェイ・クビツァ 1994-1995 | - パトリク・イェジェク 2000-2001 - アリョーシャ・アサノビッチ 2000-2001 - ヴラディミア・ヤノツコ 2001-2006 - リボル・シオンコ 2004-2006 - アレクサンダー・ゴルゴン 2006-2016 - ヨアヒム・シュタンドフェスト 2007-2010 | - ユリアン・バウムガルトリンガー 2009-2011 - ズラトコ・ユヌゾヴィッチ 2009-2012 - イスマエル・タジューリ 2013-2014, 2016-2018 - オグニェン・ヴコイェヴィッチ 2015-2017 - ジェームズ・ジェゴー 2018-2020 |

### FW
| - マティアス・シンデラー 1924-1939 - チボル・ゾルターン 1962 - ジョゼ・アグアス 1963-1964 - アントン・ポルスター 1982-1987 - アンドレアス・オグリス 1983-1990, 1991-1997 - ニラシ・ティボル 1983-1988 - アンジェイ・クビツァ 1993-1994 - ムフシン・ムハマディエフ 1997-1998 - ミラン・ペツェル 1997-1998 | - マルコ・トピッチ 2000-2001 - ローランド・リンツ 2001-2006, 2010-2013 - イヴィツァ・ヴァスティッチ 2003-2005 - ヴァーツラフ・スヴェルコシュ 2007 - ダヴィト・ラファタ 2007-2008 - ルビン・オコティエ 2007-2010, 2013-2014 - ドラガン・ディミッチ 2008 | - エルダル・トピッチ 2008-2010 - トマーシュ・ユン 2009-2014 - ナセル・バラジテ 2011-2012 - フィリップ・ホジナー 2012-2014 - ローマン・キーナスト 2012-2015 - オラレンワジュ・カヨデ 2015-2017 - エヴァンドロ・フェリペ・ジ・リマ・コスタ 2018-2019 |

## 女子サッカー部門
2015年から同じく首都ウィーンに拠点を置きオーストリア・女子ブンデスリーガに所属するUSCランドハウス・ウィーンとの業務提携を開始。SG USC Landhaus/FK Austria Wienの名の下で事実上FKアウストリア・ウィーンの女子部門として活動している。